# 韩婴
韓嬰（約前200年—前130年），涿郡鄚人（今任丘市人）。《史记》和《汉书》记载，汉文帝时曾任博士，汉景帝时官至常山太傅，后人又称他韩太傅。

## 簡介
韩婴是著名的今文经学家，尤以《诗经》研究见长，世称「韩诗」，与辕固生的「齐诗」、申培的「鲁诗」并称“三家诗”。著有《韩诗内传》、《韩诗外传》、《韩说》等。南宋后仅存外传，可能已经过后人修改。清赵怀玉辑有《内传》佚文，马国翰《玉函山房辑佚书》辑有《韩诗故》二卷、《韩诗内传》一卷、《韩诗说》一卷。 
据说他还对《易经》有研究，著有《周易传韩氏三篇》，但未能流传于世，又一說《子夏易傳》即《韩氏易传》。

## 延伸阅读
[在维基数据编辑]
 在维基文库阅读此作者作品
 《史記/卷121》，出自司馬遷《史記》